# Benoît Vidal
Œuvres principales
- La Serva,
- Flors de Montanha,
- Un Amor,
- Lo Cid auvernhat,
- Jan Combralha,
- Grammatica auvernhata, etc.

Benoît Vidal (Benezet Vidal en occitan), né à Pontgibaud en 1877 et mort à Saint-Ours en 1951) est un écrivain et poète de langue occitane originaire d'Auvergne. 
Il est un des premiers auteurs modernes de cette langue à réadapter l'écriture occitane classique au dialecte auvergnat.
Vidal est à ce titre un des principaux représentants du mouvement littéraire de la Renaissança Occitana (« renaissance occitane ») en Auvergne (début XXe siècle). Il est aussi une des figures les plus importantes pour la littérature occitane contemporaine de Basse-Auvergne.

## Biographie

### Vie privée
Benezet Vidal — dont le prénom veut dire « béni » en occitan — ou Benoît Vidal en français, est né en 1877 à Pontgibaud, bourg de Combraille méridionale située à une vingtaine de kilomètres à l'ouest de Clermont-Ferrand. Locuteur dès son plus jeune âge de l'occitan en plus du français, il devient à l'âge adulte instituteur puis percepteur, emplois qui le mèneront à rapidement s'intégrer et investir le monde urbain. Il exerce d'abord cette fonction dans plusieurs petites villes d'Auvergne comme Billom ou encore Lezoux. Il se fixe après, et pour la majeure partie de sa vie, dans la capitale auvergnate, Clermont-Ferrand.
Il meurt à Saint-Ours-les-Roches le 5 août 1951, alors qu'il se rendait à proximité de son village natal.

### Langue occitane

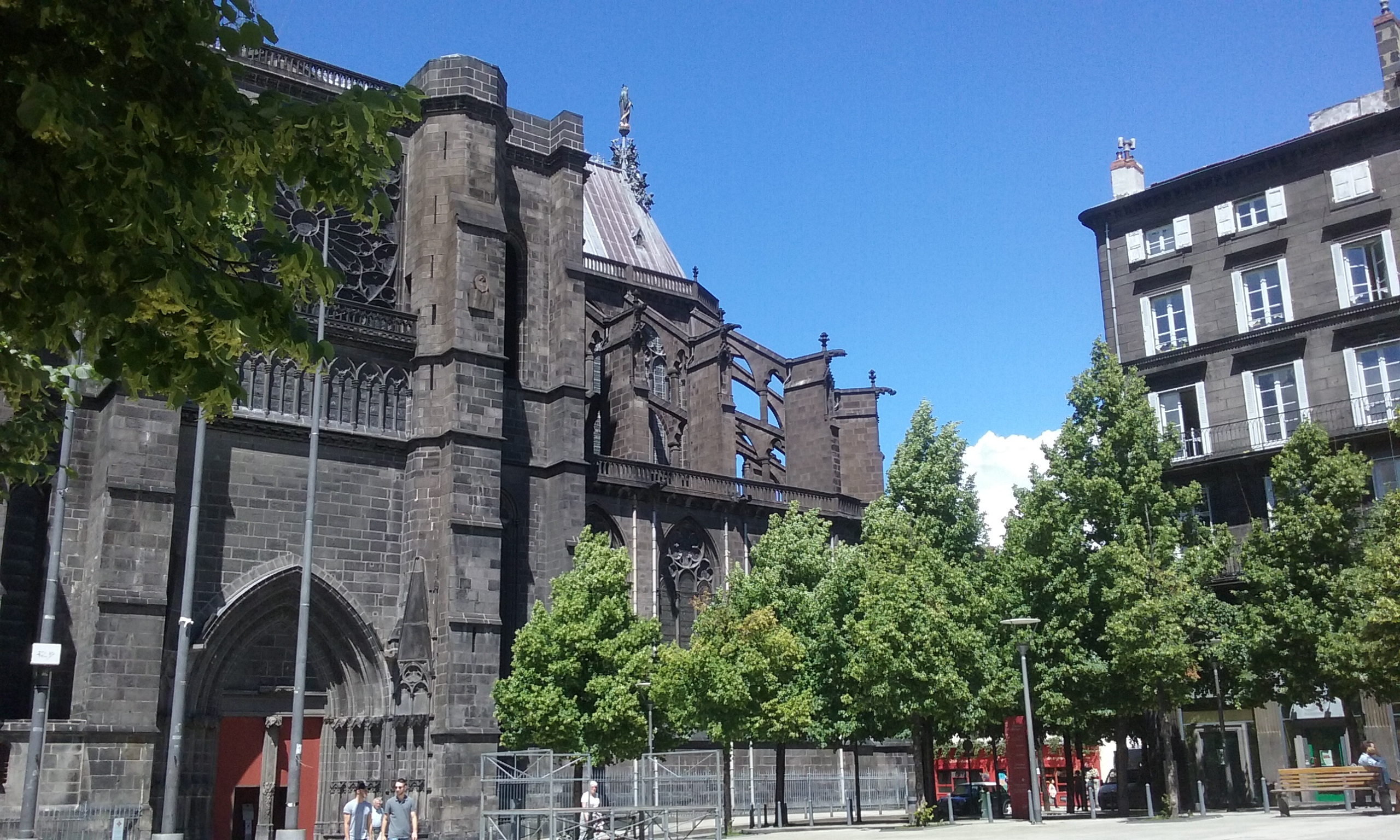
Place de la Victoire, à Clermont-Ferrand, le cœur de la citat (vieille ville) est aussi celui d'une grande partie de ses textes et de sa vie.

Benoît Vidal est une figure pour les parlers nord-occitans et notamment le dialecte auvergnat. Membre du Félibrige, il fonde en 1922, sur le modèle de l'Escola Occitana dont il fait partie, l'Escola de Limanha dont il restera longtemps le président (capiscol). Il organise en 1925 la Santa Estela à l'opéra-théâtre de Clermont-Ferrand, il est à cette occasion nommé majoral du Félibrige mais également lauréat du prix de la Cigala lemosina. Il sera aussi lauréat de l'Académie des Jeux Floraux, à Toulouse, en 1922.
Il est aussi avant tout connu pour avoir relancé la norme classique de l'occitan en Auvergne. Avec cette graphie, il écrit de très nombreux textes qui forment une des œuvres les plus complètes pour l'occitan dans le nord de l'Auvergne.

Tous les genres sont utilisés. Le roman avec La Serva en 1926, Un Amor en 1930 mais également Flors de Montanhas écrite à Châteldon et l'œuvre de ses débuts, Jan Combralha, dont le personnage principal porte le nom de la région dont il est originaire, la Combraille. S'il le souligne souvent dans ces œuvres, son attachement à la Sioule et sa vallée l'est tout particulièrement dans Jan Combralha. Ce dernier texte d'abord non publié avait été donné en 1962 au linguiste Joseph Salvat par la famille de Vidal. Ayant disparu entre-temps il a été retrouvé en 2013 à l'état de manuscrit, il passe sous la protection du Centre International de Recherche et de Documentation Occitanes (CIRDÒC) qui le numérise en 2017.

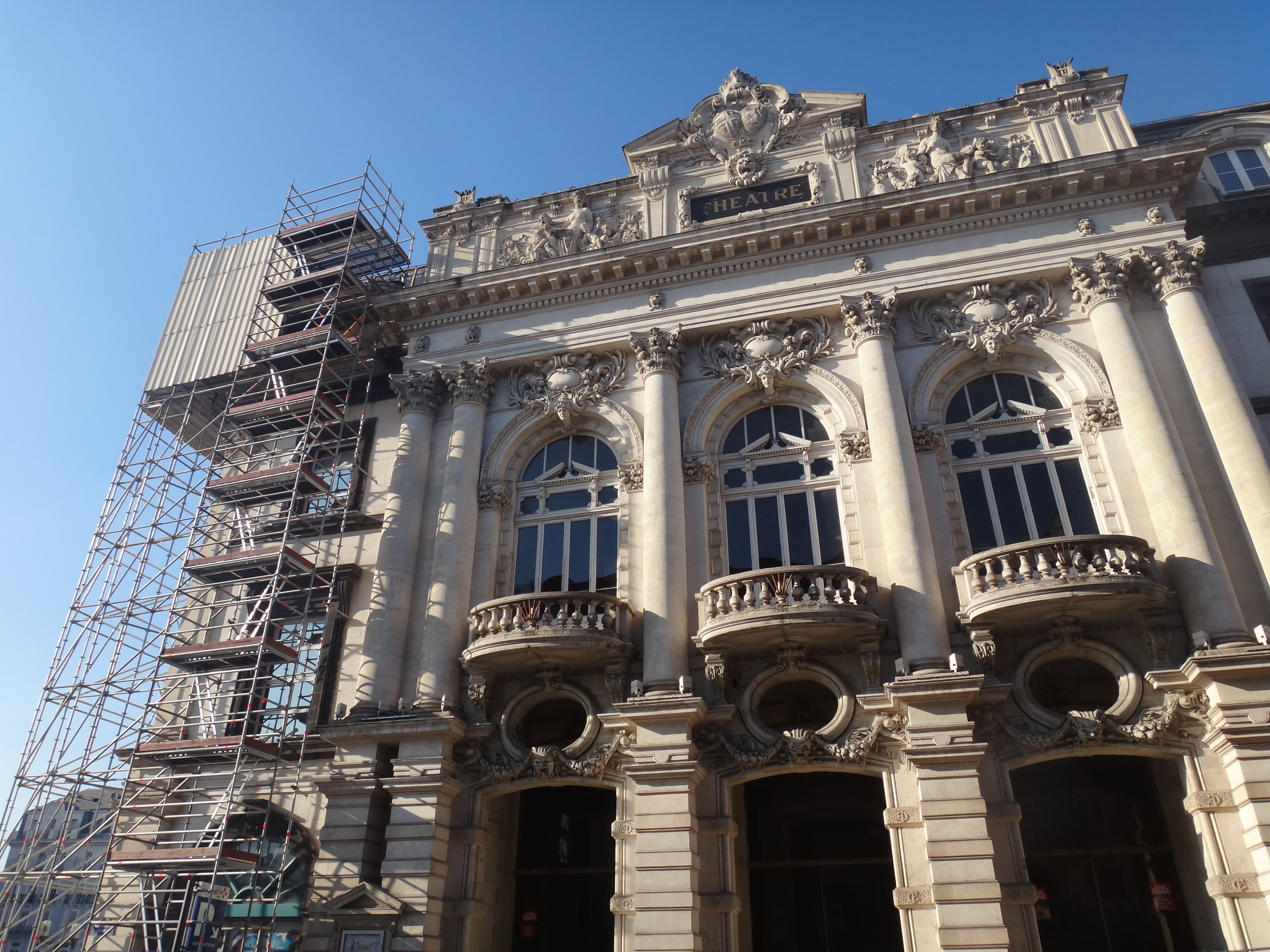
L'opéra de Clermont-Ferrand où a été joué le 30 mai 1925 sa pièce Lo Cid auvernhat.

Le théâtre est également un domaine littéraire dont il fait usage sur plusieurs registres. La tragédie avec Tristor (1922) et inversement la Comédie avec Lo Cid auvernhat qui est d'ailleurs joué le 30 mai 1925 à l'opéra de Clermont-Ferrand. Ce dernier texte, d'abord publié dans la revue L'Auvergne Littéraire, est une transposition et traduction d'un ouvrage de son ami proche, également écrivain, Georges Desdevises du Dézert. Ce dernier, avec qui il est très proche, le soutenait régulièrement pour ses travaux d'adaptation de la graphie classique en Auvergne, qu'il félicita : « Conformément à l’intérêt véritable de la Renaissance occitane et à la bonne tradition de Vermenouze, il adopte l’orthographe étymologique et rejette la graphie phonétique, qui est - littérairement parlant - une erreur formidable ».
Auteur d'un nombre important de poèmes, il en a réuni une partie dans le recueil Lo vielh Clarmont qui traite de la vie urbaine dans la citat, la vieille ville de Clermont. De manière inverse, il parle dans Vauziron, à l'aide de sonnets, de la vie contemporaine des paysans de montagne.
Il participe également à de nombreuses revues littéraires. Certaines en français, comme la revue L'Auvergne littéraire et artistique dont il est un des principaux auteurs, L'Avenir, Le Feu, l'Almanach chantant de l’Auvergne, l'Almanach de Brioude (poème Los ios rojes) ou encore les Échos d’Auvergne. Membre de l'Académie des sciences, belles-lettres et arts de Clermont-Ferrand, Vidal est aussi connu, mais d'une manière moindre, dans le milieu littéraire auvergnat francophone et il apparaît plusieurs fois cité dans les correspondances d'Henri Pourrat ou Alexandre Vialatte. Il écrit aussi dans le journal Le Moniteur du Puy-de-Dôme. Concernant les revues en occitan, il fait partie des écrivains apparaissant dans La Revue des pays d’Oc ou encore L'Alauza d'Auvèrnha dont il est un des principaux contributeurs.

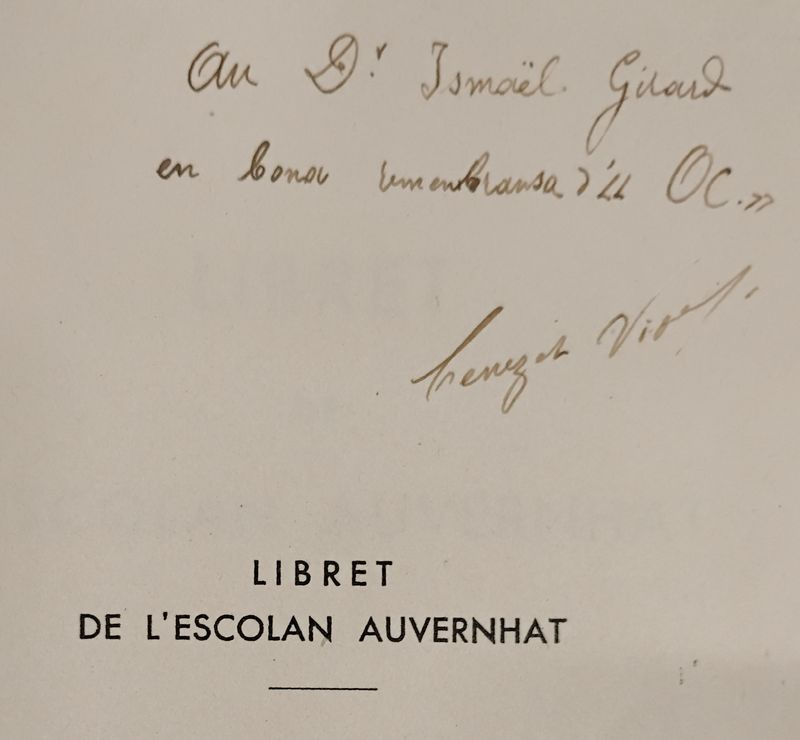
Dédicace de Benezet Vidal à Ismaël Girard

Parallèlement à ses écrits littéraires, il milite pour l'enseignement de l'occitan de l'école primaire jusqu'au lycée. Il rédige ainsi des livres et manuels à destination des instituteurs dont il a partagé la profession. Il publie donc en 1936 avec Louis Delhostal, le Libret de l'escolan auvernhat qui est une anthologie de la poésie et littérature occitanes en Auvergne,. Une grammaire de l'occitan auvergnat, nommée Grammatica auvernhata, a également été rédigée à la fin de sa vie mais n'a pas pu être publiée à cause de son décès. Son œuvre fait encore aujourd'hui l'objet de recherches universitaires, notamment en linguistique comme celles de Jean Roux,,.

## Œuvres

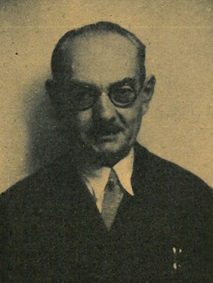
Benoît Vidal à la fin de sa vie, moment où il rédigea sa Grammatica auvernhata (grammaire du dialecte occitan auvergnat).

Liste non-exhaustive par ordre chronologique
- (oc) Flors de Montanha, Royan, Édition d'art de la France littéraire, 1921, 155 p. (lire en ligne)
- Tristor [pièce de théâtre : drame], Clermont-Ferrand, 1922.
- Vauziron [poèmes], Clermont-Ferrand, 1922.
- (oc) « Le Cid auvergnat : comédie rustique en un acte / G. Desdevises du Dezert : Lo Cid auvernhat : comédia en un acte, en proza / adaptation patoise de B. Vidal », L'Auvergne littéraire et artistique, no 14,‎ juin-juillet 1925, p. 4-31 (ISSN 0005-1845). Tapuscrit consultable sur Occitanica  [lire en ligne (page consultée le 04 août 2020)]
- (oc) La Serva, Toulouse, Occitania, 1926, 279 p. (lire en ligne)
- (oc) « Los ios rojes », Almanach de Brioude,‎ 1928, p. 129-130 (ISSN 2534-2037, lire en ligne )
- (oc) « Nostra Dama dau Pòrt » (poème), Échos d'Auvergne, no 11,‎ 1929, p. 280-282 (ISSN 2126-8207, lire en ligne )
- (oc) Un Amor (un jornau) (roman), Aurillac, Imprimerie moderne, 1930, 69 p. (lire en ligne )
- (oc) Libret de l'escolan auvernhat (manuel scolaire), Clermont-Ferrand, Edicion de la Mantenensa d'Auvernha, 1936, 78 p. (lire en ligne)

### Œuvres inédites
- Jan Combralha [roman], Clermont-Ferrand, 1930[22].
- Lo vièlh Clarmont [poèmes], Clermont-Ferrand, 1942[23].
- Grammatica auvernhata [grammaire de l'occitan auvergnat], Clermont-Ferrand, 1950[24].
- Lettres à Joseph Salvat (1924-1951)[25], à Prosper Estieu (1922 et 1939)[25], à Georges Desdevises du Dezert[26],[27].